# 心性本淨
心性清淨，意譯為明淨心、明光心、光淨心、明心、清淨心，佛教術語，形容心非常清淨而又光明的狀態，經由禪定修行，就可以體驗到這個狀態。部派佛教中，大眾部與分別說部皆主張心的本性是清淨的，禪定修行只是恢復了心的本來狀態，又稱為本性清淨、自性清淨心。
大乘佛教中通常將心性本淨，對應到菩提心或如來藏。如來藏學派繼承了這個學說，隨後由此發展出佛性、如來藏等學說。藏傳密宗的大手印及大圓滿傳承，重點都在於發現自我的清淨本性。

## 概論
巴利語：、梵語：是形容詞，意為極明淨，非常清淨而又光明，巴利語：意為極為清淨光明的心。經由禪定修心，體驗到心達到明淨的狀態。
印順法師認為，部派佛教中，對於心性，有三派說法：
- 心性無記：犢子派
- 心通三性：說一切有部與經量部
- 心性本淨：分別說部與大眾部

大乘佛教，在大體上繼承了心性本淨說法。

## 各派學說

### 上座部
說一切有部與犢子部皆反對心性本淨說，認為它不了義，主張心的本性為無記，但是可以經由禪定與內觀修行使它成為清淨。
《成實論》認為，心性本淨是不了義說，是為了勸誘眾生而說。

### 大眾部
《異部宗輪論》記載，大眾部主張心性本淨，但受煩惱染污所以成為不淨。

### 分別說部
分別說部主張心性本淨。現存法藏部所傳《舍利弗阿毘曇論》。

### 大乘佛教
《瑜伽師地論》卷54：「又復諸識自性非染，由世尊說一切心性本清淨故。所以者何？非心自性畢竟不淨能生過失，猶如貪等一切煩惱。亦不獨為煩惱因緣，如色受等，所以者何？以必無有獨於識性而起染愛，如於色等。」